# Léonide Massine
Leonid Fiodorovici Miasin (în rusă Леони́д Фёдорович Мя́син), mai bine cunoscut în Occident prin transliterarea franceză ca Léonide Massine (n. 9 august 1896, Moscova, Imperiul Rus – d. 15 martie 1979, Borken, Republica Federală Germania, Germania) a fost un coregraf și balerin rus. Massine a creat primul balet simfonic din lume, Les Présages, și multe altele similare.
În afară de „balete simfonice”, Massine a coregrafiat multe alte dansuri populare în timpul îndelungatei sale cariere, dintre care unele au fost serioase și dramatice și altele relaxante și romantice. Mare simpatizant al futurismului, Miasin a interpretat unele dintre cele mai celebre roluri din propriile sale creații comice, printre care dansatorul de can-can din La Boutique fantasque (1919), husarul din Le Beau Danube (1924) și, probabil, cel mai cunoscut dintre toate, Peruvian din Gaîté Parisienne (1938).

## Biografie

### Formare profesională
Léonide Massine s-a născut la Moscova și a studiat baletul la Școala Imperială de Teatru din acest oraș.

### Ballets Russes
În perioada 1915-1921 a fost coregraf principal al trupei itinerante Ballets Russes a lui Serghei Diaghilev.
După plecarea lui Vaslav Nijinsky, vedeta masculină principală a trupei, Massine a devenit principalul dansator și a preluat rolurile lui Nijinsky. Primul său balet, în 1915, intitulat Le Soleil de Nuit, a folosit elemente din folclorul rus. În 1917, Massine a colaborat cu compozitorul Erik Satie și cu artistul Pablo Picasso pentru a crea baletul Parade.
Unul dintre cele mai renumite balete, Cu Pălărie cu Trei colțuri (Le Tricorne sau El sombrero de tres picos), (1919, muzică de Manuel de Falla) a demonstrat talentul lui Massine în dansurile de caracter. Colaboratorii lui, toți de origine spaniolă, l-au ajutat să facă acest balet mai autentic. Picasso a proiectat iarăși decorurile și costumele; povestea a fost inspirată din El Sombrero de tres picos al lui Pedro Antonio de Alarcón. Massine a petrecut mult timp în Spania a face o cercetare antropologică pentru The Three-cornered Hat, în scopul de a înțelege dansurile spaniole autentice și stilul lor.

### Ballet Russe de Monte Carlo al col. de Basil
După moartea lui Diaghilev în 1929 și desființarea companiei sale, Massine a devenit coregraf și dansator principal al Ballet Russe de Monte Carlo, o companie de dans, care a succedat companiei originale Ballets Russes.
În 1933, Massine a creat primul balet simfonic din lume, Les Présages, folosind Simfonia a V-a a lui Ceaikovski. Acesta a produs furori printre muzicienii puriști, care au obiectat că o creație simfonică serioasă nu poate fi folosită ca baza a unui spectacol de balet. Fără a se descuraja, Massine a continuat să lucreze la Choreartium, care a fost inspirat din Simfonia a IV-a a lui Brahms și a avut premiera pe 24 octombrie 1933 la Teatrul Alhambra din Londra. El a realizat, de asemenea, coregrafia unui balet după Symphonie Fantastique (1830) de Hector Berlioz și a dansat în rolul tânărului muzician alături de Tamara Toumanova ca iubita sa la premiera de la Covent Garden, Londra, pe 24 iulie 1936 cu Ballet Russe de Monte Carlo al colonelului Wassily de Basil.

### Ballet Russe de Monte Carlo al lui Massine & Blum
Părăsind compania colonelului de Basil, Massine și René Blum (el însuși un fost asociat al lui Basil) au obținut în 1937 finanțare de la World Art, Inc. al lui Julius Fleischmann, Jr. pentru a crea o nouă companie de balet, cu Massine în calitate de coregraf principal. Problemele au început atunci când Massine a descoperit că baletul a avut o coregrafie în timp ce sub contract cu Col. de Busuioc au fost deținute de compania lui. Massine l-a dat în judecată pe colonelul de Basil la Londra pentru a-și recâștiga drepturile de proprietate intelectuală pentru propriile sale creații. De asemenea, el a solicitat în instanță obținerea numelui Ballet Russe de Monte Carlo. Juriul a decis că drepturile de autor pentru spectacolele de balet create de Massine între 1932 și 1937 îi aparțineau acestuia, dar nu și cele create înainte de 1932. El a decis, de asemenea, că ambele companii puteau folosi numele Ballet Russe — dar numai compania lui Massine & Blum putea fi numită Ballet Russe de Monte Carlo. Col. de Basil a optat în cele din urmă pentru numele Original Ballet Russe.
Noul Ballet Russe de Monte Carlo a debutat în 1938; Massine a realizat coregrafia spectacolului Gaîté Parisienne, pus pe muzică de Jacques Offenbach, care a avut premiera pe 5 aprilie, la Théâtre de Monte Carlo. O lună mai târziu, el a produs Simfonia a VII-a pe muzica lui Beethoven. Aceasta a avut premiera pe 5 mai 1938, la Monte Carlo, cu Alicia Markova, Nini Theilade, Frederic Franklin și Igor Youskevitch ca principali dansatori.
Massine a părăsit Ballet Russe de Monte Carlo în 1943.

### Film de munca
Massine a apărut în două filme ale regizorilor britanici Michael Powell și Emeric Pressburger: Pantofiorii roșii (1948) și Povestirile lui Hoffmann (1951); și într-un cameo în filmul ulterior al lui Powell Luna de miere (1959). De asemenea, el a apărut în  jucat în mai multe scurtmetraje cu tematică de balet. Pentru Warner Brothers, a apărut împreună cu Ballet Russe de Monte Carlo în scurtmetrajele Technicolor ale spectacolelor sale de balet Gaîté Parisienne și Capriccio Espagnol intitulate The Gay Parisian (1941) și Spanish Fiesta (1942). El a realizat coregrafia și a dansat în filmul color Carnival in Costa Rica (1947) produs de  20th Century Fox și, de asemenea, a realizat coregrafia și a apărut ca Pancinello în filmul Carosello Napoletano.

### Viața personală
În tinerețe, Massine a fost protejatul și iubitul lui Diaghilev. Mai târziu a trecut prin aventuri amoroase cu femei frumoase și a avut patru soții. Primele două soții, Vera Savina (născută Vera Clark) și Eugenia Delarova, au fost ambele dansatoare de balet. Cu cea de-a treia soție, Tatiana Orlova, el a avut doi copii, un fiu, Lorca, și o fiică, Tatiania. El și Orlova au divorțat în 1968. S-a căsătorit ulterior cu Hannelore Holtwick, cu care a avut doi fii, Peter și Theodor, și a construit o casă în Borken, Germania de Vest, unde a murit pe 15 martie 1979.

## Premii
Massine a fost inclus în National Museum of Dance's Mr. & Mrs. Cornelius Vanderbilt Whitney Hall of Fame în 2002.

## Lucrări majore
- 1915: Soleil de Nuit (Midnight Sun, muzică Rimski-Korsakov, decoruri și costume Mihail Larionov).
- 1916: Las Meninas (muzică Fauré)
- 1917: The Good-Humoured Ladies (muzică Scarlatti, aranjament Tommasini)
- 1917: Parade (muzică Satie)
- 1919: La Boutique fantasque (muzică Rossini, aranjament Respighi)
- 1919: The Three-Cornered Hat (muzică Falla)
- 1920: Pulcinella (music, Stravinsky)
- 1924: Le Beau Danube (muzică Strauss, aranjament R. Desormière)
- 1930: Le Sacre du printemps (muzică Stravinski)
- 1933: Les Présages (muzică Ceaikovski)
- 1933: Choreartium (muzică Brahms)
- 1936: Symphonie fantastique (muzică Berlioz)
- 1938: Gaîté Parisienne (muzică Offenbach, aranjament M. Rosenthal)
- 1938: Seventh Symphony (muzică Beethoven)
- 1938: Nobilissima Visione (muzică Hindemith)
- 1939: Capriccio Espagnol (muzică Rimski-Korsakov)
- 1942: Aleko (muzică Ceaikovski)
- 1943: Mam'zelle Angot (muzică Lecocq)
- 1948: Capriccio (muzică Stravinski)